# Nicolás Gómez Dávila

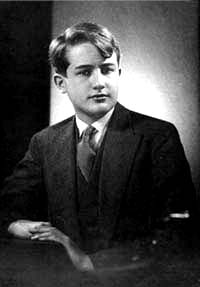
Nicolás Gómez Dávila (1930)

Nicolás Gómez Dávila (Cajicá, 18 mei 1913 – Bogotá, 17 mei 1994) was een Colombiaanse schrijver, intellectueel en filosoof die als een van de scherpste politieke denkers van de 20e eeuw bekendstond.

## Biografie
Door Duitse vertaling van zijn werken, raakte Gómez Dávila in de laatste jaren van zijn leven bekend. Hij was een criticus van de moderniteit. Zijn werken bestonden voornamelijk uit aforismen (escolios)
Hij was een theoreticus die zich bewoog in politieke en familiare kringen en buiten bibliotheekarchiefopdrachten geen universitaire leerstoel kon bekleden gedurende zijn leven. Zijn familie behoorde tot de hogere klasse en hij werd te Parijs onderricht in internaten en hogescholen. Hij was een kenner van de literatuur van de klassieke oudheid.
Vanwege zijn frequente longontstekingen kon hij een reguliere studie aan de universiteit niet tijdig afronden. Hij verzamelde als autodidact een bibliotheek om zich heen. Hij stond aan de wieg van de Los Andes Universiteit te Bogotá in 1948.
Als conservatief of reactionair filosoof, schreef Gómez Dávila talrijke werken, die door zijn broer mondjesmaat gepubliceerd werden. In zijn werken valt de filosoof de massa-ideologie als fenomeen aan, zowel liberalisme, communisme, fascisme als socialisme.
Volgens zijn motto, dat goede ideeën geen propaganda nodig hebben om te overleven, publiceerde hij zelf geen enkele van zijn werken en artikelen. Vrienden en collegae deden dit voor hem. Vanaf eind jaren 80 werden zijn werken door de filosofen en auteurs Robert Spaemann en Martin Mosebach alsmede Krzysztof Urbanek voor een breder publiek toegankelijk - in Duitse vertaling uit het Spaans. In 2013 verscheen voor het eerst een Nederlandse vertaling van aforismen onder de titel 'De authentieke reactionair' van vertaler Robert Lemm.

## Aforismen van zijn hand
- Het verschil tussen 'organisch' en 'mechanisch' in sociale aangelegenheden is een morele kwestie: het organische is een resultaat van oneindige daden van nederigheid; de mechanische is het resultaat van één beslissende daad van arrogantie.
- "Smaken verschillen" is het excuus dat door degenen met een slechte smaak wordt aangenomen.
- Het modernistische object heeft geen inwendig leven; slechts inwendige strijd.
- Alwie zegt dat hij "tot zijn tijd" behoort, zegt slechts, dat hij het met het grootste aantal dwazen van dat tijdsgewricht eens is.
- Het criterium van "vooruitgang" tussen twee culturen en twee tijdperken bestaat uit een grotere moordcapaciteit.
- Het woord "modern" heeft thans nog slechts automatisch aanzien onder gekken.
- Individualisme is de wieg van vulgariteit.
- De modernistische zucht voor originaliteit laat de middelmatige kunstenaar denken dat het geheim van originaliteit ligt in het anders-zijn.
- Over het algemeen blijkt "historische noodzaak" slechts een term voor menselijke stompzinnigheid te zijn.
- Helderheid van een tekst is het enige onomkeerbare teken van de volwassenheid van een idee.
- Als de wijsbegeerte geen wetenschappelijk probleem oplost, dan lost op haar beurt de wetenschap geen enkel filosofisch probleem op.
- Waarheden zijn nooit relatief. Slechts meningen over de waarheid zijn relatief.
- Tolereren betekent nog niet hetzelfde als te vergeten dat datgene wat we tolereren ook niet méér verdient dan verdraagzaamheid.

Uit: Succesivos Escolios a un Texto Implícito, Bogotá, 1992. Reprinted, Barcelona, 2002 in: UTSA.edu